# Danièle Obono
Danièle Obono (Libreville, 12 de juliol de 1980) és una bibliotecària i política franco-gabonesa. Va ser escollida diputada per la 17a circumscripció de París durant les eleccions legislatives de 2017 i nomenada portaveu del partit La França Insubmisa.

## Biografia
Nascuda a Libreville, Gabon, el 12 de juliol de 1980, Danièle Obono és bibliotecària de professió. També s'ha dedicat a la recerca en antropologia i és especialista en estudis africans. Va treballar a la biblioteca Marguerite Yourcenar del 15è districte de París fins que va iniciar-se en la política.
Obono va començar a implicar-se en la política a partir de la seva vinculació amb el moviment antiglobalització. Als inicis va militar a la Lliga Comunista Revolucionària, després va unir-se al Nou partit Anticapitalista, i més tard, al Front d'esquerres.
L'any 2017 va ser escollida diputada del partit France insoumise per la 17a circumscripció de París i va ser nomenada portaveu del partit. Des de llavors ha participat en diverses comissions de l'Assemblea Nacional, destacant la comissió de lleis, i d'algunes delegacions i grups de treball en l'àmbit de LGTB i relacions internacionals.